# Lilangeni Eswatini
Lilangeni (số nhiều: emelangeni, mã ISO 4217: SZL) là đơn vị tiền tệ của Eswatini và được chia thành 100 xu. Nó được phát hành bởi Ngân hàng Trung ương Eswatini (tiếng Swazi: Umntsholi Wemaswati). Rand Nam Phi cũng được chấp nhận ở trong nước. Tương tự như vậy đối với loti Lesotho, có các chữ viết tắt số ít và số nhiều, cụ thể là L và E, do đó, trong đó người ta có thể có một số L1, nó sẽ là E2, E3 hoặc E4.

## Các đồng xu
Vào năm 1974, tiền xu cho 1, 2, 5, 10, 20 và 50 xu và 1 lilangeni đã được giới thiệu, với 1 và 2 xu được đúc bằng đồng và những đồng xu khác được đúc bằng đồng niken. Ngoại trừ 1 lilangeni, các đồng xu không tròn, với hình vuông 1 và 50 xu, hình vuông 2 xu với các góc tròn và 5, 10 và 20 xu được bao quanh.
2 xu được xuất hiện lần cuối vào năm 1982 và vào năm 1986, đồng xu tròn 1 xu bằng thép mạ đồng và niken 1 đồng được mạ niken. Những thứ này được theo dõi, vào năm 1992, bằng đồng mạ vàng 5 và 10 xu bằng đồng mạ niken và đồng mạ niken. Năm 1995, 2 và 5 đồng xu emalangeni đã được giới thiệu.
Từ 2009-2011 đồng tiền mới đã được giới thiệu bằng thép mạ đồng (5c và 10c), thép mạ niken (20c, và một mảnh 50c không bao giờ được phát hành vào lưu thông) và thép mạ đồng (L1). Đây là những kích thước tương tự như các đồng tiền hiện có nhưng nhẹ hơn do thành phần kim loại thay đổi.
Vào tháng 2 năm 2016, một loạt các đồng tiền mới ngày 2015 đã được giới thiệu và tất cả các đồng tiền trước đó đã bị thu hồi và giảm giá. Các đồng tiền mới có thiết kế tương tự như các đồng tiền trước, nhưng với kích thước và trọng lượng hơi khác nhau. 10c-50c được làm bằng thép mạ niken và L1-E5 bằng đồng-nhôm. Tiền 1 xu-5 xu không còn được sử dụng.
Đồng xu L1 bằng đồng niken năm 1986 và đồng xu các năm 1995-2009 có cùng kích thước và thành phần với đồng xu 1 bảng Anh được giới thiệu vào năm 1983, và do đó đôi khi đã được sử dụng một cách gian lận trong các máy bán hàng tự động của Anh với giá trị của một đồng xu lilangeni giảm từ 0,36 bảng năm 1986 xuống còn 0,05 bảng vào năm 2015, khi những đồng tiền L1 đó được giảm giá.

## Giấy bạc
Vào ngày 6 tháng 9 năm 1974, Cơ quan tiền tệ Swaziland đã giới thiệu các tờ bạc bằng các mệnh giá 1 lilangeni, 2, 5 và 10 emalangeni, với 20 tờ tiền emalangeni sau năm 1978. Năm 1981, Ngân hàng Trung ương Swaziland (nay là Eswatini) đã tiếp quản sản xuất tiền giấy. Giữa năm 1982 và 1985, nó đã giới thiệu các tờ bạc không kỷ niệm cho E2, E5, E10 và E20. Tờ bạc 50 emalangeni được giới thiệu vào năm 1990. Các tờ bạc E2 và E5 đã được thay thế bằng tiền xu vào năm 1995, trong khi 100 và 200 ghi chú emalangeni được giới thiệu lần lượt vào năm 1996 và 1998, với các tờ bạc kỷ niệm 30 năm độc lập. Vào ngày 5 tháng 9 năm 2008, Ngân hàng Trung ương Swaziland đã phát hành các tờ 100 và 200 emalangeni để kỷ niệm sinh nhật lần thứ 40 của vua Mswati III và kỷ niệm 40 năm độc lập. Vào ngày 1 tháng 11 năm 2010, Ngân hàng Trung ương Swaziland đã phát hành một loạt tiền giấy mới với các tính năng bảo mật nâng cao.